# بمب‌گذاری ۲۰۱۰ استکهلم
در ۱۱ دسامبر ۲۰۱۰، دو بمب در مرکز استکهلم منفجر شد و بمبگذار کشته شد. وزیر امور خارجه سوئد کارل بیلت و سرویس امنیتی سوئد (SÄPO) این بمب‌گذاری را اقدامات تروریستی توصیف کردند.
تیمور عبدالوهاب العبدالی، شهروند عراقی الاصل سوئد، مظنون به انجام بمب‌گذاری است.
طبق تحقیقات انجام شده توسط FBI، در صورت موفقیت بمب‌گذاری احتمالاً بین ۳۰ تا ۴۰ نفر کشته می‌شد و تصور می‌شود که العبدالی با یک شبکه فعالیت می‌کند.
یوروپل این حمله را به عنوان تروریسم اسلامی طبقه‌بندی کرد.

## بمب‌گذاری
اولین انفجار در ساعت 16:48 CET رخ داد، زمانی که یک اتومبیل آئودی ۸۰ در تقاطع Olof Palmes gata و Drottninggatan منفجر شد. به گفته آتش نشانان این اتومبیل حاوی بطری‌های گاز مایع بود که منجر به چندین انفجار دیگر شد. دو نفر در محل انفجار با جراحات جزئی در بیمارستان بستری شدند.
انفجار دوم حدود ساعت 17:00 CET در تقاطع Bryggargatan و Drottninggatan رخ داد. جسد مردی با زخمهای انفجاری بر روی شکم، در همان حوالی کشف شد. به گفته سخنگوی پلیس، این مرد خود را منفجر کرد. به گفته روزنامه آفتونبلادت، وی شش بمب لوله ای به همراه داشت که پس از انفجار فقط خودش کشته شد. در نزدیکی این مرد، یک لوله فلزی و یک کوله پشتی پر از اتصال دهنده‌های فلزی و یک ماده ناشناخته (که احتمال دارد ماده منفجره باشد) پیدا شد. به گفته شاهدان، بمب‌گذار قبل از منفجر کردن بمب «به زبان عربی چیزی فریاد می‌زد». فیلم سیستم تصاویر مداربسته از انفجار دوم روز بعد توسط افتونبلادت منتشر شد.
در زمان انفجارها، مرکز استکهلم پر از خریداران کریسمس بود و هزاران نفر در مجاورت آن بودند. آژانس تحقیقات دفاع سوئد بمب‌ها را بازسازی و آزمایش کرد و تخمین زد که اگر همه بمب‌ها کار می‌کردند، می‌توانست مشابه انفجارهای ماراتن بوستون در سال ۲۰۱۳ باشد، جایی که سه نفر کشته و بیش از صد نفر زخمی شدند. وزیر امور خارجه ابراز نگرانی کرد که اگر حمله موفقیت‌آمیز بود، نتیجه «واقعاً فاجعه بار» بود. به دنبال این بمب‌گذاری‌ها سطح هشدار وحشت در سوئد (از پایین به بالا) افزایش یافت.

### ایمیل تهدید آمیز
حدود ده دقیقه قبل از انفجارها، ایمیل تهدیدآمیزی برای سرویس امنیتی سوئد و آژانس خبری سوئدی Tidningarnas Telegrambyrå (TT) ارسال شد. ایمیل به سربازان سوئدی در افغانستان و یک کاریکاتوریست سوئدی به اسم لارس ویکس، (که کاریکاتوری از محمد به عنوان یک سگ کشیده بود) خطاب می‌شد:
"اکنون فرزندان، دختران و خواهران شما به همان روش خواهران و برادران ما خواهند مرد. اقدامات ما خودش صحبت خواهد کرد. به شرطی که به جنگ خود علیه اسلام و تخریب پیامبر و حمایت احمقانه خود از خوک [لارس] ویلکس پایان ندهید. "
در آخر ایمیل از «همه مجاهدین در اروپا و سوئد» دعوت به عمل آورد و نوشت که اکنون زمان ضربه است، دیگر صبر نکنید. با هرچه دارید جلو بروید، حتی اگر چاقو باشد و من می‌دانم که شما بیش از یک چاقو دارید. از کسی نترس، از زندان نترس، از مرگ نترس. " فایل‌های صوتی به سوئدی و عربی نیز گنجانده شده بود.

## تحقیقات

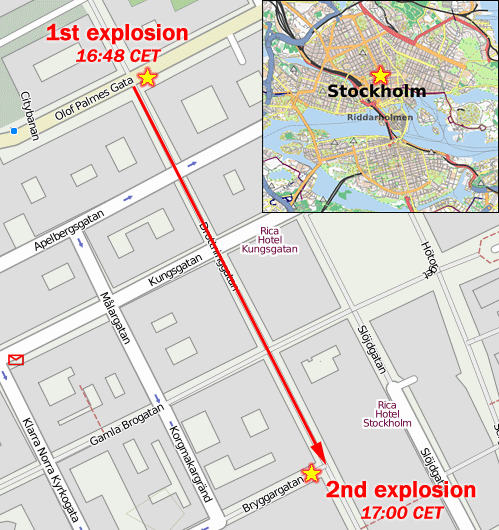
نقشه منطقه انفجارها

یک رادیوی PMR با سیمهای متصل در نزدیکی بدن مهاجم پیدا شد، نشان می‌داد بمب برای انفجار از راه دور تهیه شده. دادستان دولت گفت این اقدام به خوبی سازمان یافته‌است. کارشناسان بمب سوئدی این بمب‌ها را بدون کمک تروریست باتجربه، تولید آماتوری می‌دانند. فرد مظنون از کمربند بمبی استفاده می‌کرد، یک بمب بزرگ به همراه داشت و یک شی فلزی شبیه زودپز را در دست داشت. دادستان معتقد بود که بمب زودرس منفجر شده‌است. او حدس زد که مظنون در حال رفتن به ایستگاه مرکزی استکهلم یا به سمت یک فروشگاه بزرگ در منطقه به اسم Åhléns بوده‌است.
رسانه‌های خبری گزارش دادند که یک زن «نزدیک» به مظنون در حمله ۴:۰۰ به یک واحد مسکونی در هوسلبی توسط گروه ویژه وظیفه ملی بازداشت شد و در روز بعد به به موجب قانون تروریسم انگلیس برای املاکی در بدفوردشایر بودند دستور بازرسی صادر شد.
در ۱۳ در دسامبر، SÄPO (سرویس امنیتی سوئد) اعلام کرد که هفت کارشناس انفجار از FBI به تحقیقات کمک می‌کنند. سرویس‌های امنیتی به TV4 گفتند که ماشین بمب‌گذار انتحاری حاوی بمب دوم است. شاهدان گفتند که چهار روز قبل از بمب‌گذاری، این مرد سعی کرد پودر آلومینیوم را در زادگاه والدینش ترانوس بخرد.
Tidningarnas Telegrambyrå گزارش داد که یکی از اعضای نیروهای مسلح سوئد طی پیامی به یکی از آشنایان خود هشدار داد که چند ساعت قبل از بمب‌گذاری از رفتن به خیابان Drottninggatan اجتناب کند: "اگر می‌توانید، امروز از خیابان Drottninggatan خودداری کنید. اتفاقات زیادی در آنجا می‌تواند رخ دهد … فقط تا بدانید. " نیروهای مسلح سوئد اطلاع قبلی در مورد حمله را انکار کردند و وعده دادند که تحقیقات بیشتری را انجام می‌دهند، SÄPO تحقیقات مستقل را آغاز کرد. روزنامه اکسپرسن بعداً گزارش داد که چندین منبع نزدیک به تحقیقات ادعا کردند که یک کارمند دوم دولت اطلاعات قبلی در مورد بمب‌گذاری داشته‌است.
مگنوس رانستورپ، متخصص تروریسم، از کالج دفاع ملی سوئد گفت که او معتقد است عامل جنایت تنها کار نمی‌کند. سرفه پس زمینه که در پیام صوتی به جا مانده از مجرم شنیده می‌شود، سوظن‌ها را در رابطه با همدست بودن بمب‌گذار افزایش می‌دهد.
تحقیقات نشان داد که این تروریست برای جلوگیری از گرفتن پرچم قرمز در گذرنامه هنگام سفر به خاورمیانه، حداقل از سه گذرنامه مختلف استفاده کرده‌است. در ژانویه ۲۰۱۱ یک پیام صوتی بدون سانسور از مهاجم در یوتیوب که روز بعد از مرگش ضبط شده، منتشر شد و احتمال وجود یک همدست با العبدلی افزایش یافت شبکه TV4 سوئد گزارش داد که همسر عبدالوهاب، مونا توانی، صدای ضبط شده را در حساب یوتیوب بارگذاری کرده‌است.

## مظنون

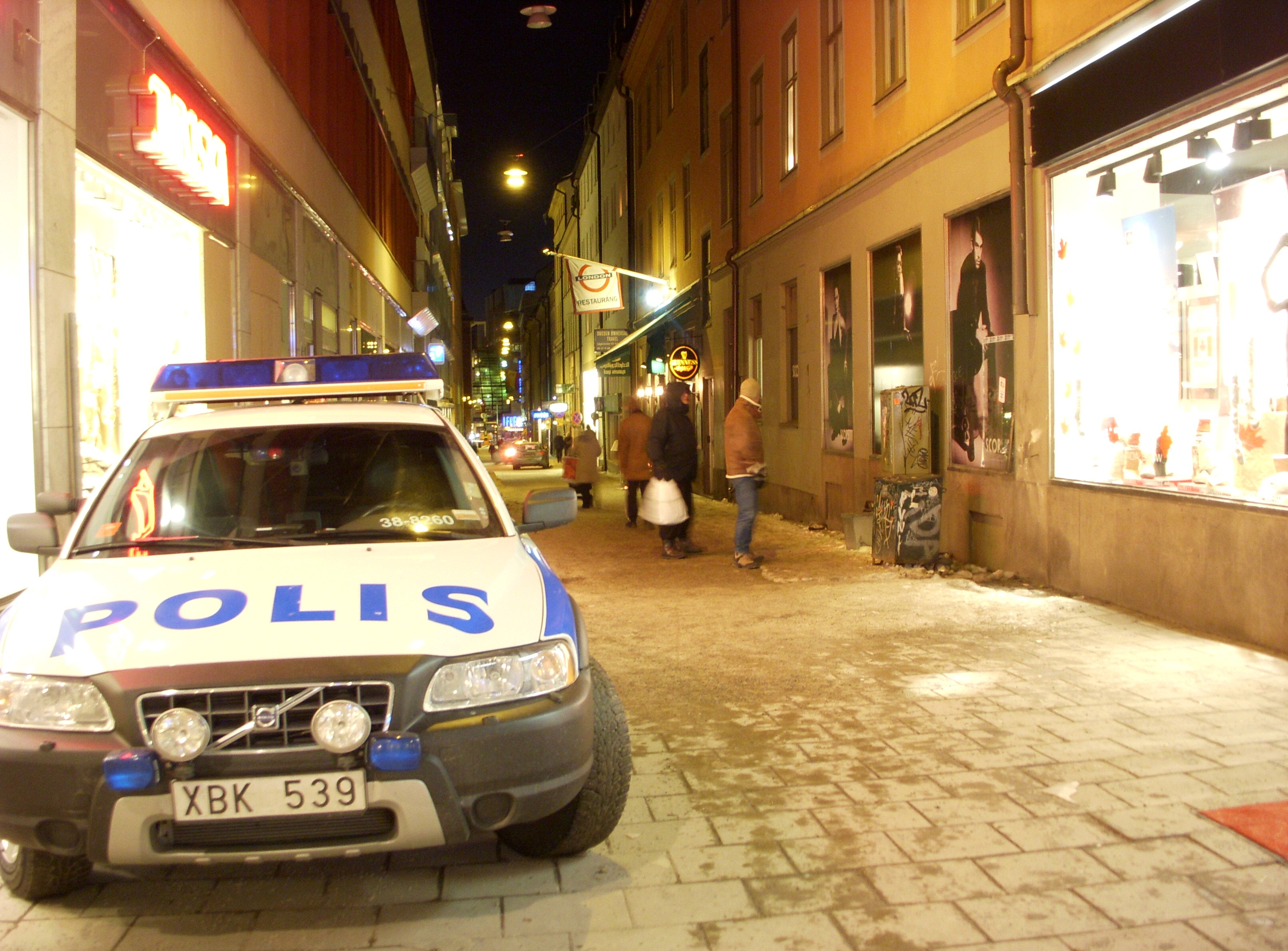
صحنه انفجار دوم روز بعد از حمله، دیده شده از Drottninggatan

تیمور عبدالوهاب العبدلی (۱۲ دسامبر ۱۹۸۱–۱۱ دسامبر ۲۰۱۰) به عنوان مظنون اصلی شناخته شد. طبق اطلاعات پروفایل فیس بوک وی و سایت دوست یابی muslima.com (جایی که او به دنبال همسر دوم بود)، وی ۲۸ ساله سوئدی عراقی متولد بغداد بود که در ترانوس بزرگ شد و در سال ۱۹۹۲ به عنوان شهروند سوئد تابعیت گرفت.
العبدلی پس از گذراندن دوره متوسطه در سوئد در سال ۲۰۰۱، در دانشگاه بدفوردشایر تحصیل کرد و در سال ۲۰۰۴ در رشته «ورزشی درمانی» فارغ‌التحصیل شد. در آن سال، او با یک شهروند سوئدی ازدواج کرد که دارای دو دختر متولد ۲۰۰۷ و ۲۰۰۹ و یک پسر متولد ۲۰۱۰ بود. هنگام بمب‌گذاری، او به همراه همسرش در منطقه بوری پارک در لوتون، بدفوردشایر زندگی می‌کرد. منطقه بوری پارک در هنگام تحقیقات ضد تروریستی حائز اهمیت بود. همسر وی که دارای عقاید بنیادگرای اسلامی است و نام فرزندشان را اسامه نهاد (از اسامه بن لادن). آنها در روز ۱۹ نوامبر برای دیدار از بستگان در ترانوس به سوئد بازگشتند.
در سال ۲۰۰۷، او سفر مکرر به اردن و عراق را آغاز کرد. در سال ۲۰۰۸، به سوریه سفر کرد. العبدی در سال‌های ۲۰۰۱، ۲۰۰۷ و ۲۰۰۸ گذرنامه‌های سوئدی جدیدی را جمع‌آوری کرد ولی ادعا نمود که گذرنامه‌ها را گم کرده‌است.
العبدلی در طول اقامت خود در انگلیس، تقریباً یک دهه در لوتون زندگی کرد. گزارش‌ها حاکی از این بود که او در اواخر دهه ۲۰۰۰ مذهبی تر و عصبانی تر شد. در طول ماه رمضان در سال ۲۰۰۷، سعی کرد مسلمانانی را که با دیدگاه‌های سیاسی افراطی داشتند جذب کند. گزارش شده‌است که پروفایل وی در فیس بوک حاوی ترکیبی از پست‌های بنیادگرایانه و اسلامی است، احساساتی مثل "من آی پد اپل خود را دوست دارم" که اشاره به " دولت خلافت اسلامی " و یوم القیامه داشت. العبدلی همچنین فیلم‌های اینترنتی مبارزان چچنی و زندانیان عراقی را مورد سوءاستفاده قرار داد.

## واکنش

### داخلی
نخست‌وزیر سوئد ، فردریک راین‌فلت، کنفرانس مطبوعاتی را در تاریخ ۱۲ دسامبر ۲۰۱۰ برگزار کرد و گفت: "حوادث روز شنبه در مرکز استکهلم بسیاری از مردم را به این سوال سوق می‌دهد که آیا سوئد از ایمنی کمتری برخوردار شده‌است؟ آنچه رخ داده ناخواسته و غیر قابل قبول است. ما باید از جامعه آزاد که مردم می‌توانند در کنار هم زندگی کنند، محافظت کنیم. " کارل بیلدت، وزیر امور خارجه پیامی را در تاریخ ۱۱ دسامبر ۲۰۱۰ در توییتر منتشر کرد: "نگران کننده‌ترین تلاش برای حمله تروریستی در قسمت شلوغ مرکز استکهلم. ناموفق - اما می‌توانست واقعاً فاجعه بار باشد. " سخنگوی سرویس امنیتی سوئد، میکائیل گونارسون گفت که آژانس میزان تهدید به ترور را پس از بمب‌گذاری افزایش نداده‌است: «و غیر از ایمیل ما هیچ نشانه یا تهدید دیگری در مورد وقوع این اتفاق نداشتیم.»
حسن موسی، امام جماعت مسجد استکهلم، در بیانیه ای که به آژانس خبری سوئد TT ارائه کرد، «انواع حمله‌ها، خشونت‌ها، ترس‌ها و تهدیدها علیه مردم بی گناه، هر چه انگیزه یا بهانه باشد» را محکوم کرد. در ۱۴ دسامبر، وی علیه بمب‌گذار انتحاری فتوا داد: "تصویب آنچه اتفاق افتاده یا تلاش برای توجیه آن ممنوع است. کسانی که آن را بپذیرند یا آن را توجیه کنند به اندازه خود مجرم مقصر هستند. "
عمر مصطفی، رئیس شورای مسلمانان سوئد در مصاحبه ای گفت: «این حمله به سوئد و همه مسلمانان سوئد است.» بن محمود رحمه، امام و رئیس فدراسیون سازمانهای اسلامی در اروپا و فدراسیون اسلامی سوئد با صدور بیانیه مطبوعاتی این حملات را محکوم کردند: "حملاتی از این قبیل قبلاً هم در جوامع مسلمان و هم در جوامع غیر مسلمان (مانند در عربستان سعودی، مصر، پاکستان، اسپانیا و انگلیس) و سپس موضع علما و متکلمان مسلمان به اتفاق آرا در برابر این حملات مخالف بوده‌است. همچنین، نهادهای مهم اسلامی و سازمانهای بین دولتی مسلمان، مانند دانشگاه الازهر، شورای اروپا برای فتوا، سازمان کنفرانس اسلامی، همگی در این امر متحد شده‌اند که تمام حملات تروریستی علیه غیرنظامیان و افراد بی گناه به شدت ممنوع است و ستم، آسیب و ترساندن دیگران مجاز نیست. " پس از انتشار بیانیه مطبوعاتی، این حمله در خطبه نماز جمعه در مسجد استکهلم محکوم شد.

### بین‌المللی
- استرالیا: وزیر امور خارجه (استرالیا) کوین راد طی یک بیانه: «من از حمله آشکار تروریستی عصر دیروز (به وقت محلی) در مرکز استکهلم ابراز نگرانی شدید کردم. این حمله به موقع انجام شد تا بیشترین تلفات را در محوطه خرید با تراکم بالا داشته باشد. [...] من همبستگی استرالیا با سوئد را در تقبیح این خشم و تعهد ما به تلاش‌های مداوم برای مقابله با تروریسم ابراز می‌کنم.»[۵۱]
- دانمارک: وزیر امور خارجه (دانمارک) لنه اسپرسن در بیانیه: «خوشبختانه بمب گذاری‌های روز گذشته در قلب پایتخت سوئد جان انسانهای بی گناه را نگرفت. اما بمب‌ها نشان می‌دهند که متأسفانه نیروهایی در مجاورت ما هستند که سعی می‌کنند با بمب و خشونت شیوه زندگی و ارزشهای غربی ما را تضعیف کنند. آنها هرگز در این امر موفق نخواهند شد. با تروریسم مبارزه می‌شود، فارغ از اینکه در کجا و به چه شکلی رخ داده‌است. من امروز با کارل بیلدت، همکار سوئدی خود در ارتباط بوده‌ام و به او اطمینان داده‌ام که دانمارک در مبارزه با تروریسم از نزدیک با کشور برادر ما است.»
- فنلاند : الکساندر اشتوب وزیر امور خارجه فنلاند با ابراز نگرانی از بمب‌گذاری‌ها، با اشاره به اینکه در کشورهای شمال اروپا اتفاق مشابهی رخ نداده‌است، حمایت خود را از تلاش‌های دولت سوئد اعلام کرد.[۵۲]
- آلمان: وزارت امور خارجه آلمان و گیدو وستروله وزیر امور خارجه آلمان بیانیه مطبوعاتی صادر کرد: «من حمله انتحاری دیروز در استکهلم، در قلب یک پایتخت اروپا را محکوم می‌کنم. حملاتی مانند این حمله به ما یادآوری می‌کند که باید کاملاً در مبارزه با تروریسم متعهد بمانیم.»[۵۳]
- عراق: وزارت امور خارجه عراق در طی یک بیانیه: «پایتخت پادشاهی سوئد، استکهلم، مورد یک اقدام تروریستی ناجوانمردانه قرار گرفت که باعث سقوط قربانیان غیرنظامی می‌شد، و وحشت را در این کشور صلح آمیز تحریک می‌کند، به ویژه که خود را برای جشن کریسمس و سال نو آماده می‌کند. این حادثه عراق را آزار داده‌است، وزارت امور خارجه عراق با ابراز تأسف و محکومیت این عمل تروریستی جنایتکارانه، همبستگی خود را با دولت و مردم دوست سوئد در مقابله با تروریسم اعلام کرده و از خداوند متعال برای حفظ مصونیت مردم خود از شر افراطیون و تروریست‌ها دعا می‌کند.»[۵۴]
- نروژ: وزیر امور خارجه نروژ Jonas Gahr Støre به آژانس خبری نروژ گفت: «آنچه را که به نظر می‌رسد تلاش برای یک حمله تروریستی در استکهلم بوده، به شدت محکوم می‌کنم. مبارزه با جرایم بین‌المللی و تروریسم تنها با همکاری گسترده بین‌المللی قابل پیروزی است. نروژ و سوئد در این مبارزه متحد هستند.»[۵۵] وزیر دادگستری و امنیت عمومی Knut Storberget نیز گفت: «ما با انزجار نسبت به این نوع وقایع واکنش نشان می‌دهیم. بسیار غم انگیز است که این اتفاق می‌افتد.»[۵۶]
- پاکستان: وزارت امور خارجه پاکستان در طی یک بیانیه: «پاکستان دو انفجار تروریستی در مرکز استکهلم در ۱۲ دسامبر ۲۰۱۰ را به شدت محکوم می‌کند و به خانواده‌های داغدیده تسلیت می‌گوید. تروریسم یک تهدید جهانی است و فقط از طریق همکاری و تفاهم بین‌المللی اصیل و پایدار می‌توان به طور موثر به آن پرداخت.»[۵۷]
- عربستان سعودی: سخنگوی دولت در بیانیه ای که توسط خبرگزاری مطبوعاتی سعودی منتشر شد، این حمله را به شدت محکوم کرد.[۵۸]
- ترکیه: وزارت امور خارجه ترکیه طی یک بیانیه: «با ناراحتی است که ما حمله تروریستی نفرت انگیزی را که در استکهلم رخ داد محکوم می‌کنیم. [...] ترکیه، که همیشه بر اهمیت همکاری‌های بین‌المللی در مبارزه با تروریسم تأکید کرده‌است … می‌خواهد در این روزهای سخت با دوستان خود، مردم سوئد و دولت ابراز همبستگی کند.»[۵۹]
- ایالات متحده آمریکا: سفارت آمریکا در سوئد طی یک بیانیه: «ایالات متحده حمله مشکوک تروریستی که روز گذشته در استکهلم رخ داد را به شدت محکوم می‌کند. مردم آمریکا در این زمان دشوار در کنار دوستان سوئدی ما ایستاده‌اند.»[۶۰][۶۱]